# Gavril Balint
Gavril Balint (Oláhszentgyörgy, 1963. január 3. –) válogatott román labdarúgó, csatár, edző.

## Pályafutása

### Klubcsapatban
1980 és 1990 között a Steaua Bucureşti, 1990 és 1993 között a spanyol Real Burgos labdarúgója volt. A Steauával öt bajnoki címet és négy románkupa-győzelmet ért el. Tagja volt az 1985–86-as idényben BEK-győztes, majd az 1988–89-es idényben BEK-döntős csapatnak. Az 1989–90-es idényben a román bajnokság gólkirály volt 19 góllal.

### A válogatottban
1982 és 1992 között 34 alkalommal szerepelt a román válogatottban és 14 gólt szerzett. Tagja volt az 1990-es olaszországi világbajnokságon részt vevő csapatnak.

### Edzőként
1994 és 1998 között a román válogatottnál dolgozott segédedzőként. 1998–99-ben a Bihor Oradea, 1999–00-ben a Sportul Studențesc vezetőedzője volt. 2000-ben ismét a válogatott, 2000–01-ben a török Galatasaray, majd 2001-ben újra a válogatott segédedzőjeként tevékenykedett. 2002–03-ban a moldáv Sheriff Tiraspol szakmai munkáját irányított és bajnokságot nyert a csapattal. 2003–04-ben a Sportul Studențesc vezetőedzője, 2004–05-ben a Galatasaray segédedző volt. 2005–06-ban segédedző, 2008–09-ben vezetőedző volt a Politehnica Timișoara csapatánál. 2010 januárja és 2011 decembere között a moldáv válogatott szövetségi kapitánya volt. 2013 április-májusban az FC Vaslui, 2014 tavaszán az Universitatea Craiova szakmai munkáját irányította.
| Csapat                | Ország   | Időszak kezdete    | vége               | Adatok | Adatok | Adatok | Adatok | Adatok | Adatok | Adatok |
| Csapat                | Ország   | Időszak kezdete    | vége               | M      | Gy     | D      | V      | Rg     | Kg     | %      |
| --------------------- | -------- | ------------------ | ------------------ | ------ | ------ | ------ | ------ | ------ | ------ | ------ |
| Sheriff Tiraspol      | Moldova  | 2002 június 1.     | 2003. június 3.    | 28     | 20     | 5      | 3      | 50     | 16     | 71,43  |
| Sportul Studentesc    | ROM      | 2003. december 23. | 2004. június 1.    | 13     | 9      | 2      | 2      | 39     | 12     | 69,23  |
| Politehnica Timișoara | ROM      | 2008. december 29. | 2009. június 1.    | 18     | 12     | 2      | 4      | 32     | 18     | 66,67  |
| Moldova               | Moldova  | 2010. január 20.   | 2011. december 19. | 16     | 5      | 1      | 10     | 17     | 23     | 31,25  |
| FC Vaslui             | ROM      | 2013. április 9.   | 2013. május 16.    | 9      | 5      | 3      | 1      | 15     | 8      | 55,56  |
| Universitatea Craiova | ROU      | 2014. március 17.  | 2014. június 10.   | 15     | 11     | 2      | 2      | 28     | 9      | 73,33  |
| Összesen              | Összesen | Összesen           | Összesen           | 99     | 62     | 15     | 22     | 181    | 86     | 62,63  |

## Sikerei, díjai

### Játékosként
Steaua Bucureşti
- Román bajnokság
  - bajnok (5): 1984–85, 1985–86, 1986–87, 1987–88, 1988–89
  - 2. (2): 1983–84, 1989–90
  - gólkirály: 1989–90 (19 gól)
- Román kupa
  - győztes (4): 1985, 1987, 1988, 1989
  - döntős (3): 1984, 1986, 1990
- Bajnokcsapatok Európa-kupája (BEK)
  - győztes: 1985–86
  - döntős: 1988–89
- UEFA-szuperkupa
  - győztes: 1986
- Interkontinentális kupa
  - döntős: 1986

### Edzőként
Sheriff Tiraspol
- Moldáv bajnokság
  - bajnok: 2002–03
- Moldáv szuperkupa
  - győztes: 2003